# Gmina Silver Lake (hrabstwo Dickinson)

Położenie Gminy Silver Lake w hrabstwie Dickinson

Gmina Silver Lake (ang. Silver Lake Township) – gmina w USA, w stanie Iowa, w hrabstwie Dickinson. Według danych z 2000 roku gmina miała 1159 mieszkańców, a jej powierzchnia wynosi 74,37 km².